# Flugplatz Alert

i7
i11
i13
Der Flugplatz Alert ist die am nördlichsten gelegene Flugbasis der Erde. Sie befindet sich auf dem Gebiet des kanadischen Territoriums Nunavut, ca. 840 km südlich des geographischen Nordpols, und wurde 1958 bei der Errichtung des Militärstützpunktes von Alert erbaut. Der Flugplatz wird durch das kanadische Militär betrieben und ist für die zivile Luftfahrt gesperrt. Er dient hauptsächlich zur Beförderung von Personen und Gütern, wenn wegen des extrem kurzen arktischen Sommers und des Packeises ein Durchkommen mit dem Schiff nicht möglich ist. Wöchentliche Versorgungsflüge mit C-130 und C-17 stellen die Versorgung der CFS Alert sicher.
Wegen vereister Landebahn gab es bisher zwei Flugzeugunfälle.